# Peruphasma schultei
Peruphasma schultei conocido como insecto palo de la belleza negra, insecto palo de terciopelo o insecto terciopelo de alas rojas, es una especie del orden de los insectos palo. El nombre común insecto palo del Perú, hace referencia al hogar y a las plantas alimenticias de los animales.

## Descubrimiento
Peruphasma schultei fue descubierto en 2004 en la Cordillera del Cóndor en el norte de Perú. En un área de tan solo cinco hectáreas. Debido a que hay otras especies endémicas en esta área, ha sido puesta bajo protección por el gobierno peruano. Bajo la dirección del biólogo alemán Rainer Schulte, a cuyo nombre hace referencia el nombre científico de la especie, la ONG INIBICO (organización peruana de conservación de la naturaleza) como parte de un proyecto de beneficio para los pobladores del Parque Nacional Cordillera del Cóndor, entre otras cosas, inició un programa de crianza del insecto. El proyecto, programado para ejecutarse hasta fines de 2007, tenía como objetivo liberar a la mitad de las crías en la naturaleza o vender la mitad de ellas. Gracias a los entusiastas de los fásmidos, esta especie probablemente se salvó de la extinción y ahora es una especie muy buscada y no rara entre los criadores de fásmidos.
Un insecto macho fue depositado como holotipo en la Universidad Nacional Mayor de San Marcos en Lima.

## Características
Las hembras miden de 55 a 70 milímetros y los machos de 40 a 50 milímetros de largo. Los ojos amarillos, las antenas anilladas amarillas y el labio superior rojo brillante forman un llamativo contraste con el cuerpo negro aterciopelado. Las alas traseras son de color rojo brillante en la zona trasera. En el cuarto delantero, son negros con un llamativo patrón de red blanca, al igual que las alas delanteras muy pequeñas en forma de tegmina.

## Comportamiento

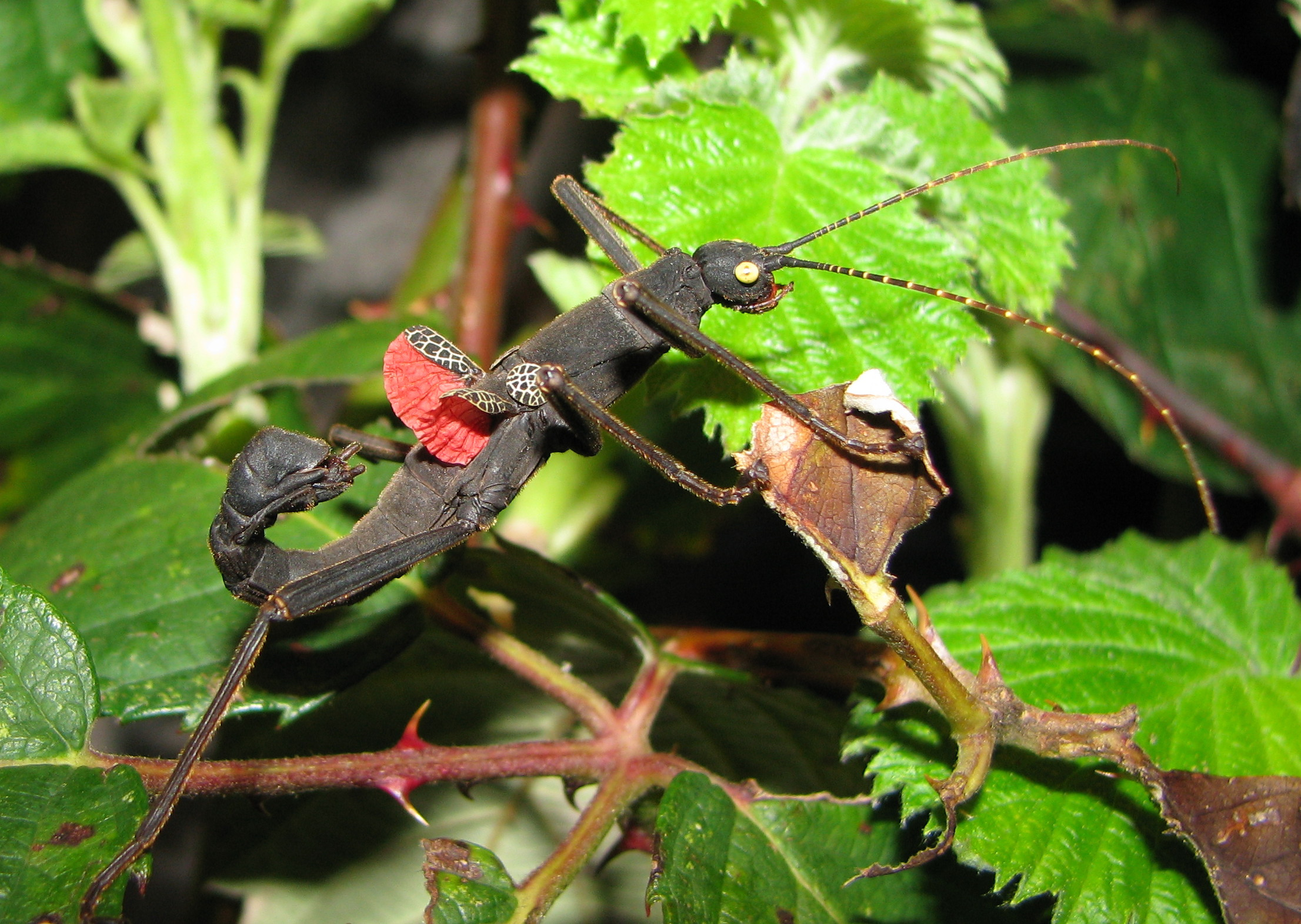
Amenazante

Los insectos son nocturnos. Durante el día se esconden en el denso follaje de sus plantas alimenticias, representantes de los pimenteros (Schinus) como. B. el falso pimentero (Schinus molle). Si los animales son molestados, levantan sus coloridas alas traseras, doblan el extremo del abdomen hacia arriba o incluso en una curva hacia la base del abdomen y, por lo general, huyen muy rápido. También pueden rociar una secreción de defensa que quema los ojos, las mucosas o las heridas durante unos minutos, pero no provoca ningún daño permanente. Contiene casi exclusivamente el perupasmal dialdehído, un estereoisómero de dolicodial.

## Reproducción

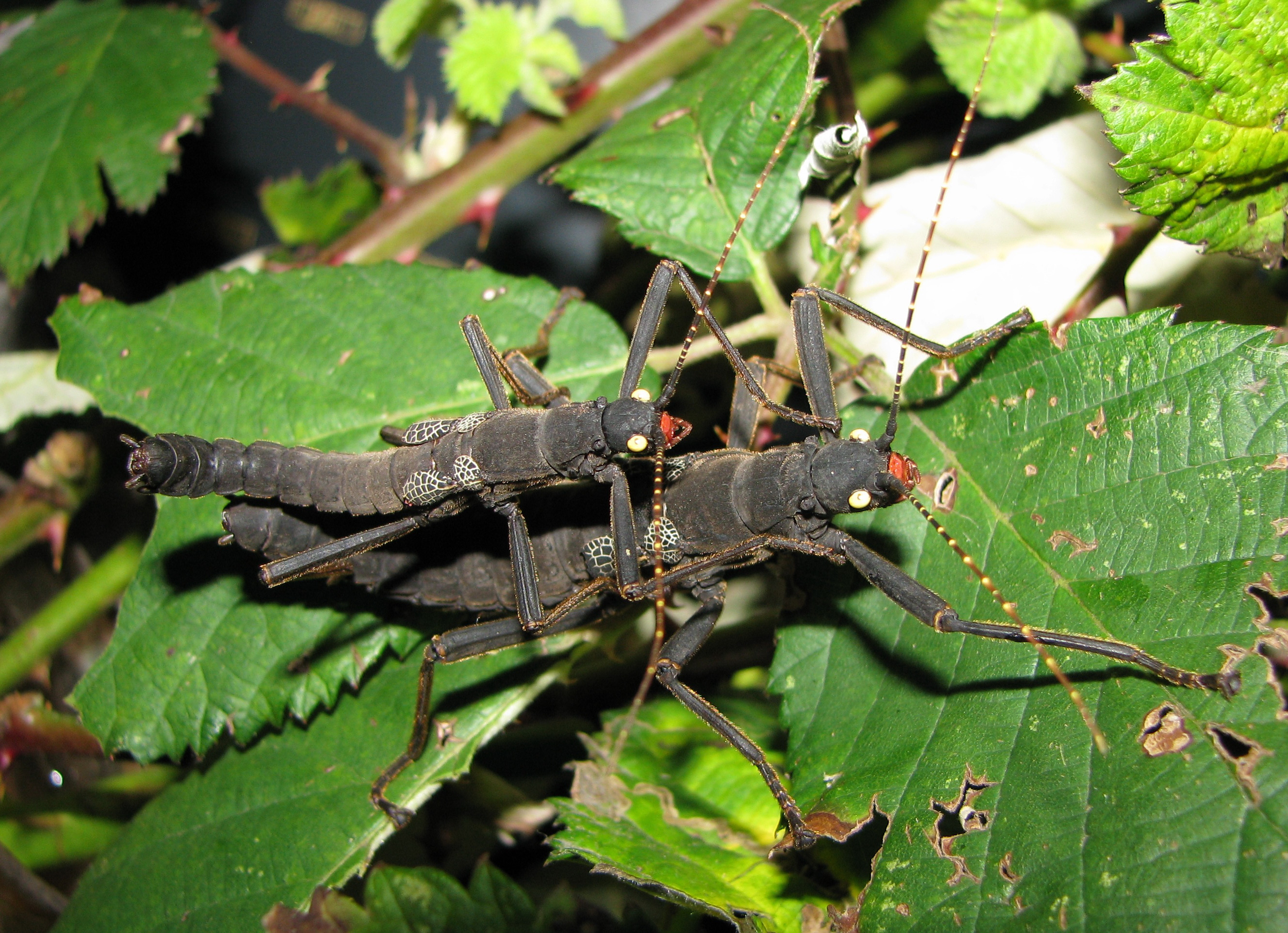
Pareja

Cuando los insectos alcanzan la madurez sexual, se producen apareamientos frecuentes y duraderos en los que el macho es llevado sobre el lomo de la hembra. A veces, el macho no deja el lomo de la hembra durante semanas. Los huevos puestos miden unos tres milímetros de largo y dos milímetros de ancho. Las ninfas de 15 milímetros de largo nacen después de unos cuatro o cinco meses. Estos son inicialmente de color marrón y tienen un amplio anillo blanco en cada una de las dos puntas de las antenas. Después de varias mudas, las ninfas desarrollan la coloración de alto contraste de sus padres, que consiste en un labio superior rojo, ojos amarillos, antenas con anillos amarillos y un cuerpo negro aterciopelado. Solo las alas se forman solo durante la muda imaginal. Durante el día, las ninfas a menudo se reúnen en grupos, en los que varios animales se sientan uno encima del otro y cuelgan de la parte inferior de las hojas o ramas. Cuando se les molesta, pueden huir sorprendentemente rápido. Dependiendo de la temperatura, necesitan de cuatro a seis meses hasta convertirse en imagos.

## Mantenimiento del terrario
En cautiverio, los insectos pueden ser alimentados fácilmente con ligustro, pero también con forsitia o lila. Debido al tamaño de los animales, el terrario debe tener al menos 30 × 30 centímetros de tamaño y 50 centímetros de alto. Varios animales se pueden socializar fácilmente. La temperatura ambiente, es decir, 18-24 °C, es suficiente para una conservación satisfactoria. Solo se debe evitar el encharcamiento, lo que se logra más fácilmente utilizando terrarios bien ventilados (por ejemplo, aquellos con una tapa cubierta con mosquiteras). La humedad debe estar entre el 40 y el 60% mediante pulverización regular (pulverizador de flores).
La especie está catalogada por el Phasmid Study Group con el número PSG 270.

## Estado de conservación
El insecto figura en la Lista Roja de la UICN como en peligro crítico y se actualizó por última vez en mayo de 2018. Desde entonces, su población ha ido disminuyendo activamente. Si bien no se han realizado esfuerzos de conservación directos para las especies en sí, se sabe que habitan al menos en tres áreas protegidas conocidas que se crearon para la preservación de la rana dardo venenosa de Marañón, en peligro de extinción.

### Amenazas
Las múltiples amenazas a Peruphasma schultei son el resultado de las actividades humanas. Estos incluyen la pérdida de hábitat debido a la conversión de tierras para la agricultura y la ganadería. También hay amenazas naturales de incendios forestales.

## Etimología
Esta especie lleva el nombre de Rainer Schulte, quien recolectó los especímenes originales. Uno de sus nombres comunes que figura en la lista roja de la UICN es el insecto palo de ojos dorados.

## Galería

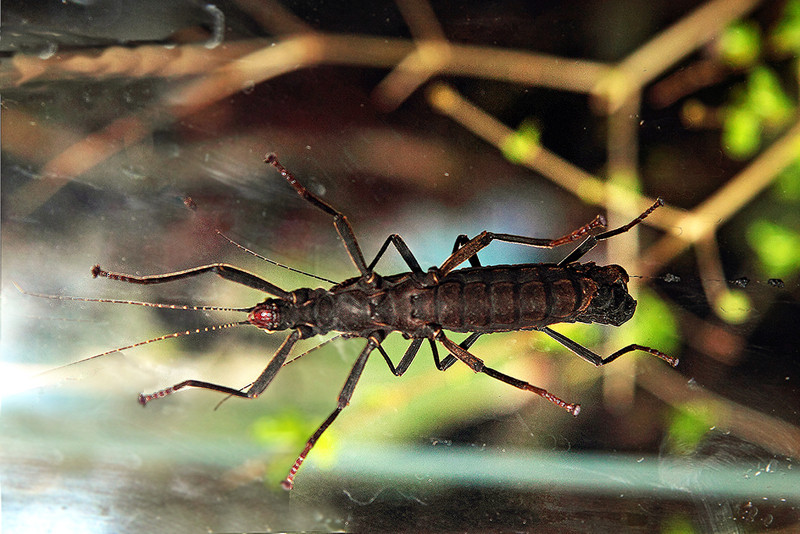
Vista de la parte inferior del cuerpo
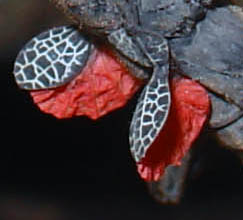
Ala trasera
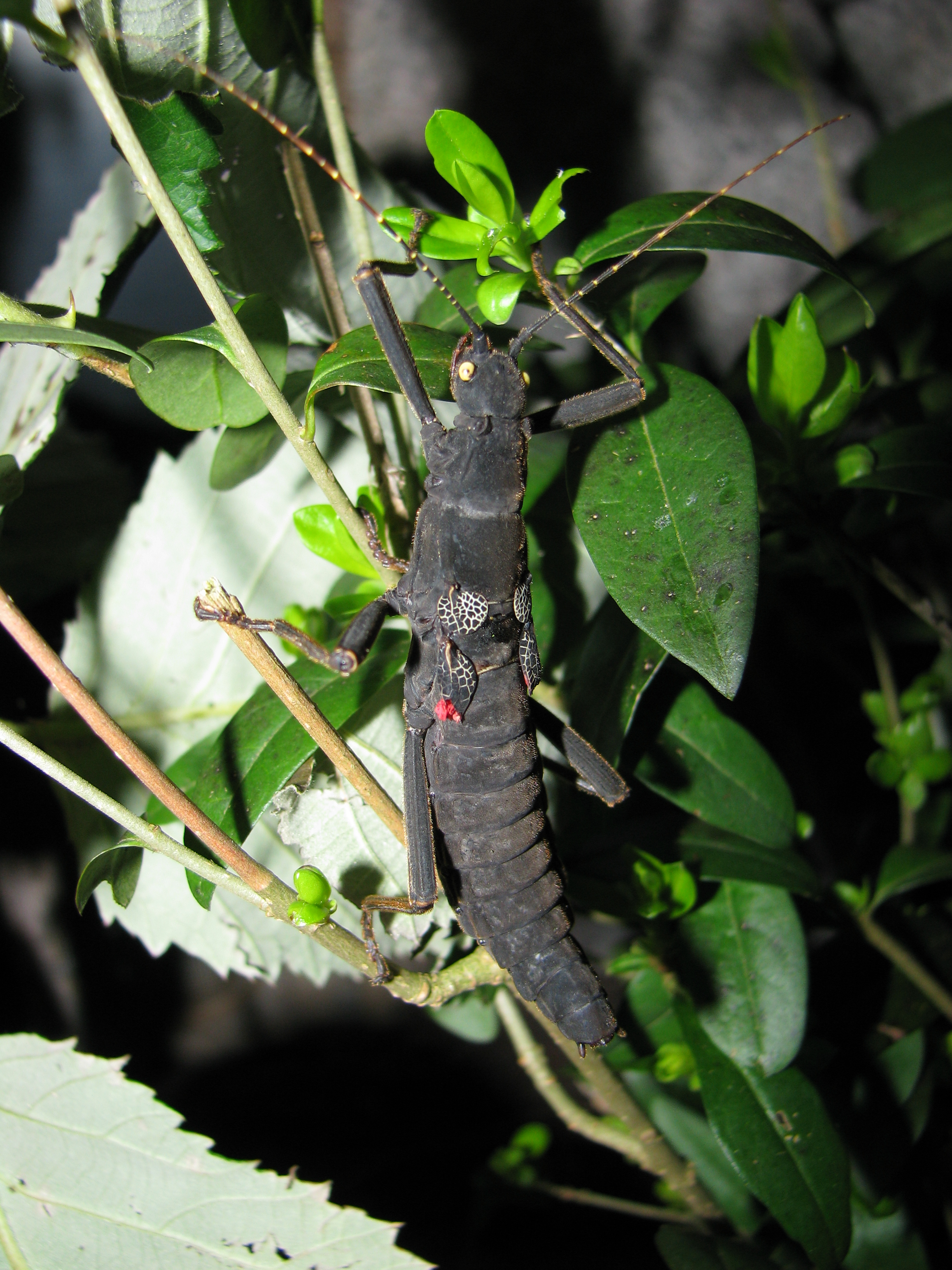
Femenino
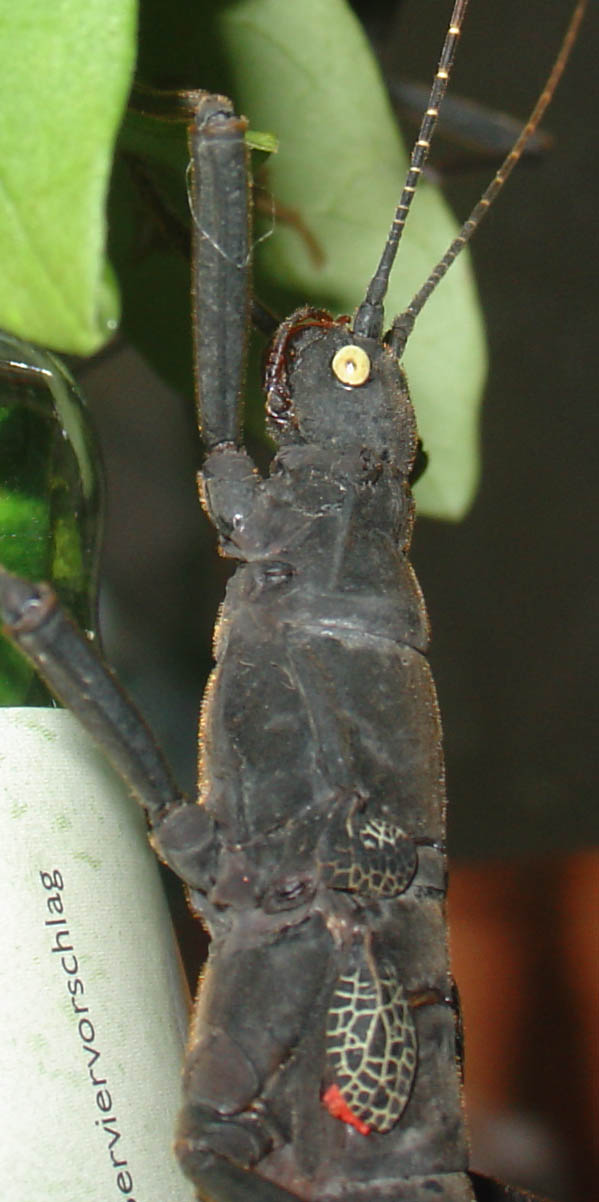
Hembra
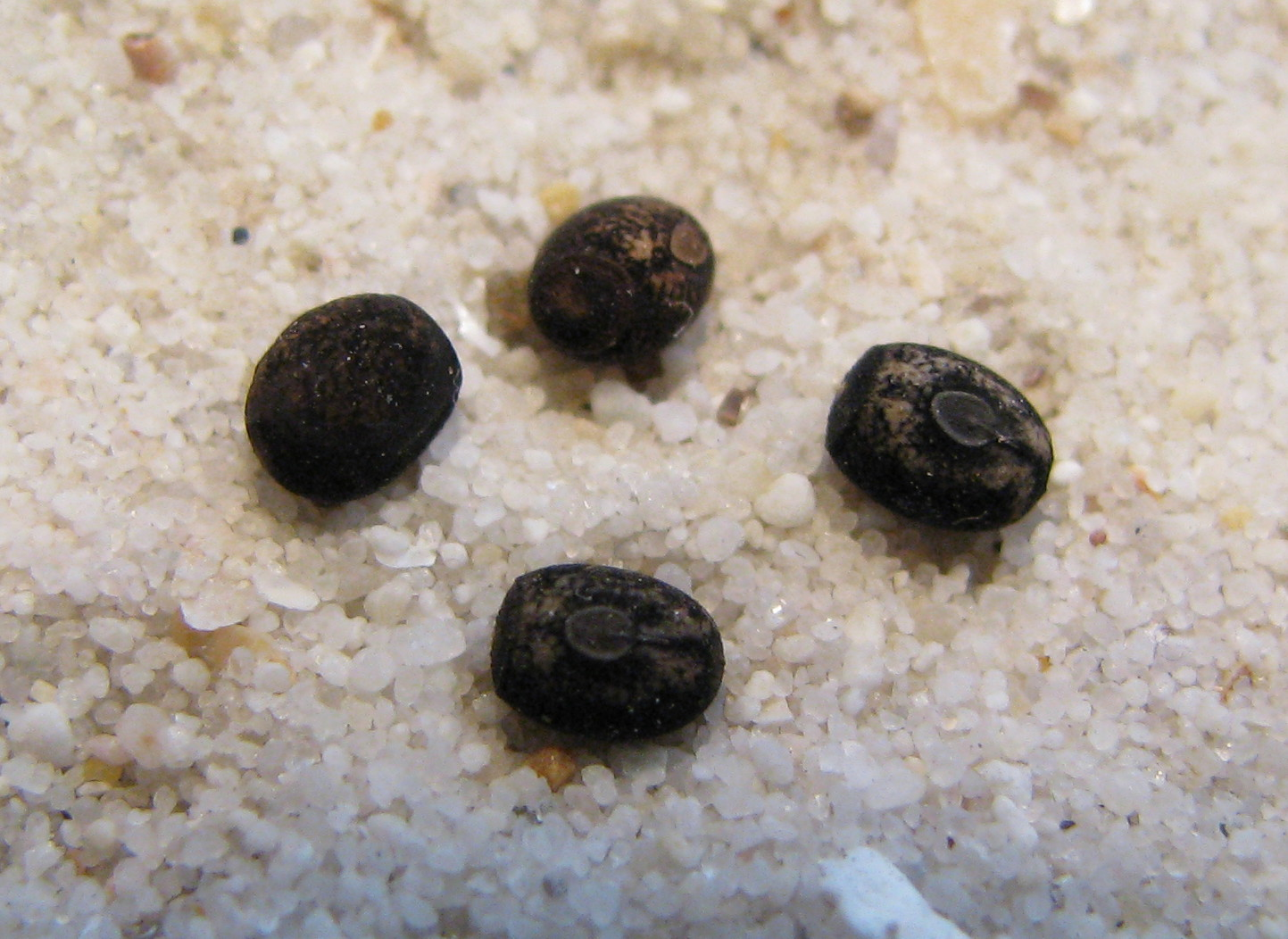
Huevos